# 堀口能見台インターチェンジ
堀口能見台インターチェンジ（ほりぐちのうけんだいインターチェンジ）は、神奈川県横浜市金沢区にある横浜横須賀道路金沢支線のインターチェンジである。横浜横須賀道路・釜利谷方面への乗り入れ、釜利谷方面から降りることはできるが、首都高速湾岸線方面への乗り入れ、首都高速湾岸線方面からは出ることができない構造のハーフインターチェンジとなっている。

## 道路

### 付近の道路
- 国道16号

## 周辺
- 駅
  - 京急本線 能見台駅、金沢文庫駅
- 施設
  - イトーヨーカドー能見台店
  - 神奈川県立循環器呼吸器病センター
- 学校
  - 横浜市立能見台小学校
  - 横浜市立富岡中学校

## 隣
E16 横浜横須賀道路金沢支線
(4-1) 釜利谷JCT - 釜利谷TB - (4-2) 堀口能見台IC - (4-3) 並木IC